# Rohács-völgy
A Látana-völgy kitorkollásánál lévő havasi réten 1037 m magasan létesült a sokakat vonzó Zverovka turista- és üdülőtelep. Innen indulnak ki a Rohácsi-völgybe (szlovákul Roháčska dolina) és az árvai oldalról a Liptói-havasok (Nyugati-Tátra) főgerincére vezető turistautak. A Zverovkától visz az út a Liptói-havasok legjellegzetesebb részébe, a Rohácsoknak nevezett hegycsoportra.
A Liptói-havasok gerincének középső szakaszán huszonhét csúcs emelkedik, ezekből húsz meghaladja a kétezer méteres magasságot. A főgerinc legmagasabb csúcsa – a 2187 m magas Banikov (Baníkov) – a Rohácsokban terpeszkedik. A Rohács-völgyet szép csúcsok koszorúja szegélyezi. A Baníkovon kívül meg kell említeni még a főgerinc két karcsú csúcsát, a 2063 m-es Ökrös-hegyet (Volovec) és a 2084 m-es Hegyes-Rohácsot (Ostrý Roháč).

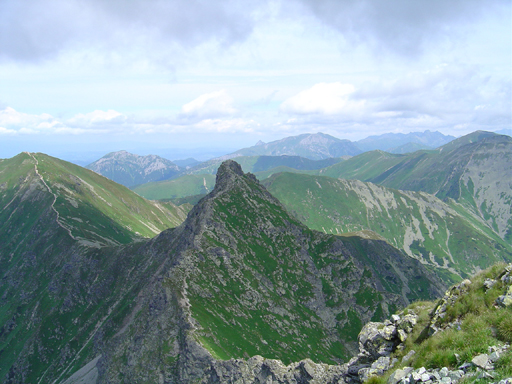
Hegyes-Rohács (2084 m)

A Liptói-havasok legszebb völgye a Rohács-völgy. Az utolsó eljegesedés idején egy 9 km hosszú jégár töltötte ki, amely a leghosszabbak egyike volt a Tátrában. A völgy záró szakaszában egy nagy gleccserkatlan – ún. amfiteátrum van. Kisebb katlanokra oszlik, melyet tavak töltenek ki. A Rohácsi-tavak (Roháčske plesá) különlegessége, hogy 3-400 méterrel alacsonyabban fekszenek, mint a Magas-Tátra hasonló kialakulású tavai.
A táj csodálatos változatossága és a jégárak alkotta formák nem túlságosan magas szinten való előfordulása a Rohács-völgy sajátossága, s ezért a ritkaságok közé tartozik Európában.
A Rohács-völgynek a déli részén néhány nyúlványa és mellékága van. Legnevezetesebbek a Szalatin-völgy (Salatínska dolina) és a (Spálený žlab) nevű vályú. A Szalatin-völgy Szlovákia egyik legfelkapottabb síterepe.
Vele párhuzamosan a Rohács-völgy magasabb szintjein húzódik a Hátsó (Zadná)- Úr-völgy (Spálená dolina).
Az Úr-völgy (Spálená dolina) a magasabban fekvő (Smutná dolina) nevű völggyel – a Rohács-völgy felső részével – és a hozzá tartozó tájrészekkel a Rohács-tavak nemzeti természetvédelmi területét alkotja.
A látogatók a turista tanösvényen végig haladva ismerkedhetnek meg vele. Az ösvény a Rohács-völgy zárószakaszától a (Smutná dolina) alsó részén át a Rohács-tavak körül az Úr-völgybe (Spálená dolina), innen a Rohács-vízesések körül a (Skorušová polianka) nevű havasi rétre (Adamcula) vezet. Innen több turistaút indul ki.

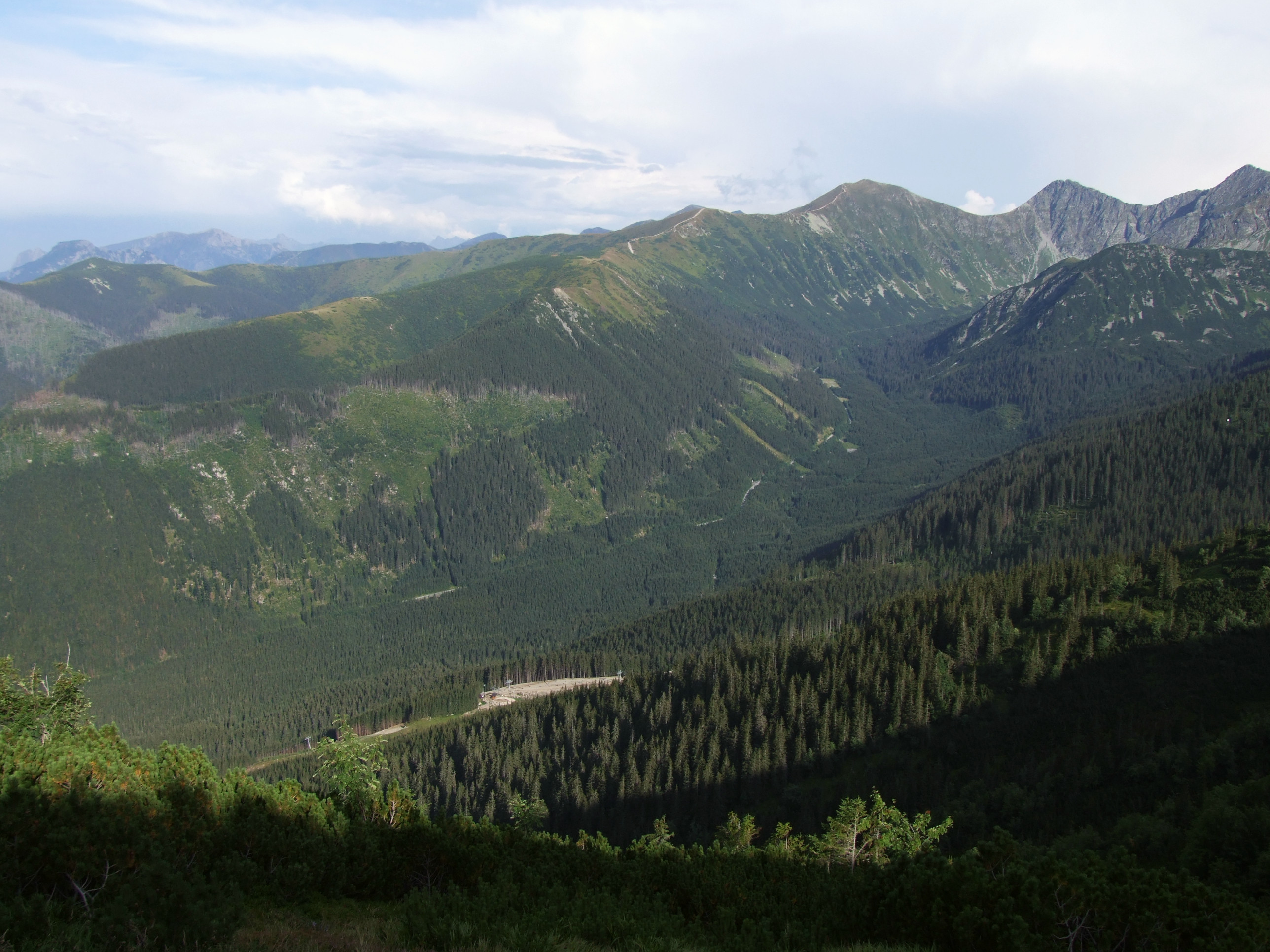
A Rohács-völgy

Az ösvényen sok tájékoztatást találunk a táj glaciális múltjáról, páratlan növény- és állatvilágáról.
A Rohács-tavak körüli tanösvény 7,5 km hosszú, a szintkülönbség 525 m, a pihenőhelyek száma tíz. A tanösvényt november elsejétől június 15-ig lezárják. A tavaszi hónapokban csak hegyivezető kíséretében járható. A tanösvényeken elhelyezett táblák részletesen tájékoztatnak az útvonalról és a környező természetről. A látogatóknak páratlan élményt nyújtanak a hegyek, melyek a viharok, a napsugár, zivatarok, felhők és szivárvány hatására százféle arculatot mutatnak.
A magashegyi túrák sikere az időjárástól is nagyban függ. Az időjárást főleg biztonsági okokból figyelembe kell venni. De az élményekre is hatással van, hogy milyen időben láthatjuk a tájat. Ha az idő nem alkalmas igényesebb túrákra, a Tátra alja is kínál nem egy programot.
Sokan látogatják az Árvai Falumúzeumot, amely csak 3 km-re található Bölényfalutól, a Brestová havasi réten. Dél felől a Pálenica, a Szivi-hegy és a Brestová csúcsi, kelet felől az Osobitá és nyugat felől a Barát (Mních) tömbje szolgál hátteréül a mintegy 20 hektárnyi területen felépített falunak, melyet egyes árvai régiókra jellemző népi építészeti egységek alkotnak.
A múzeum első részét 1975-ben nyitották meg a nagyközönség előtt. A látogató talál itt lakó- és gazdasági épületeket, az árvai iparosok objektumait, egyházi épületeket és még egy sereg építményt, melyek a régió lakói életének részét képezték. Temető is van e területen, és egy magasabb helyen áll egy Zábrezsből (Zábrež) való 15. századi késő gótikus templom.
Minden év augusztusában megszervezik a Rohács-alja Folklór Ünnepséget.